# Trihijaza
Trihijaza je dosta česta abnormalnost očnog kapka, koja se definiša kao pogrešno usmeravanje rasta trepavica prema globusu. Može biti difuzno po celom očnom kapku ili može imati malu segmentnu distribuciju.
Trihijazu mogu izazvati brojni uzroci, a strategiju korekcije i ispravljanje ovog poremećaja diktira anatomska abnormalnost koja je uzrokovala pogrešno usmeravanje rasta trepavica.

## Etiopatogeneza
Trihijaza je najčešće idiopatska, ali može biti i stečena. U moguže i poznate uzroke spadaju blefaritis, posttraumatske i postoperativne promene, ožiljak ivice kapka (npr. usled cikatrizirajućeg pemfigoida, atopičnog keratokonjunktivitisa, Stevens– Johnsonova sindroma, hemijskog oštećenja), epiblefarona (suvišni nabor kože u području donjeg kapka koji usmerava trepavice u vertikalni položaj) i distrihijaze (urođeni suvišni niza trepavica).

## Klinička slika
Simptomi su osjećaj stranog tela u oku, suzenje i crvenilo oka.

## Dijagnoza
Dijagnoza se obično postavlja kliničkim pregledom. Obrada uključuje bojenje fluoresceinom kako bi se isključile abrazije ili erozije (ulceracije) rožnjače.

## Terapija
Ablacione metode
Trihijaza se leči odstranjenjem trepavica forcepsom,  ili u slučajevima koji se često ponavljaju, elektrokauterizacijom, i/ili kriohirurškim zahvatom.
Hirurška terapija
Hirurgija trihijaze može bolesniku značajno poboljšati kvalitet života, bez obzira na promene vidne oštrine. Opisane su mnoge hirurške procedure za lečenje  trihijaze, u zavisnosti od uzroka koji je izazvao problem.
- Radiofrekventna ablacija trepavica i folikula  — je izuzetno efikasna i može se izvršiti brzo i jednostavno uz pomoć prcepne lampe ili sa hirurškim lupama i lokalnom anestezijom. Najmanja radiofrekventna sonda (npr  Ellman TA1, A8 savitljivi 1 / 16th vari tip) uvedi se uz trepavicu do folikula, s najnižom lokacijom koja omogućava njeno jednostavno uvođenje. Mašinu treba podesiti na cut/coag. Nakon intervencije na margini kapka nedostajaće mali deo tkiva koći granulirati stvranjem  minimalnog ožiljka. Mitomicin C koji ubrizganu folikul dlake odmah nakon radiofrekventne ablacije može smanjiti recidive trihijaze.[19]
- Argonska laserska ablacija — može biti efikasna, ali je veoma zamorna i za pacijenta i za hirurga. Prema nekim istraživanjima tretman sa rubinskim laserima može biti održiva i dobro tolerisana opcija za ublažavanje simptoma trihijaze.[20]
- Klinasta resekcija segmenta očnog kapka — zahteva rezoluciju kapka pune debljine; i u mnogim slučajevima to može biti preterano.[21]
- Operacija repozicioniranja trepavica i folikula  — treba da bude usmerena ka anatomskom uzroku problema.

Simptomatska terapija
Od simptomatske terapije mogu se primeniti veštačke suze i masti,kakao bi smanjili iritantni efekti mehaničkog trljanja trepavica.
Prema potrebi mogu se primeniti i antimikrobni lekovi  
Kod  nekih bolesti kao što su npr.  očni cikatrikalni pemphigoid, Stevens-Johnsonov sindrom, praćenih pogrešnim usmjeravanjem trepavica, medicinska terapija bi trebala biti usmerena prema toj bolesti.
Prema nekim studijama azitromicin smanjuje učestalost recidiva nakon hirurškog zahvata do godinu dana. Kao i da doksiciklin uspešno suzbija kontraktilne fibroblaste kod bolesnika sa trahomom i predlažu da bi doksiciklin mogao biti koristan kao tretman za sprečavanje ponovne pojave trihijaze nakon operacije.

## Literatura
- Habtamu E, Wondie T, Aweke S, Tadesse Z, Zerihun M, Zewudie Z, et al. Posterior lamellar versus bilamellar tarsal rotation surgery for trachomatous trichiasis in Ethiopia: a randomised controlled trial. Lancet Glob Health. 2016 Mar. 4 (3):e175-84.
- Barr, K.; Essex, R. W.; Liu, S.; Henderson, T. (2014 May-Jun). „Comparison of trichiasis recurrence after primary bilamellar tarsal rotation or anterior lamellar repositioning surgery performed for trachoma”. Clin Experiment Ophthalmol. 42 (4): 311—6. PMID 23952906. doi:10.1111/ceo.12197. Проверите вредност парамет(а)ра за датум: |date= (помоћ)
- Woreta F, Munoz B, Gower E, Alemayehu W, West SK. Three-Year Outcomes of the Surgery for Trichiasis, Antibiotics to Prevent Recurrence Trial. Arch Ophthalmol. 2011 Dec 12. Woreta F, Munoz B, Gower E, Alemayehu W, West SK. Three-Year Outcomes of the Surgery for Trichiasis, Antibiotics to Prevent Recurrence Trial. Arch Ophthalmol. 2012 Feb 14. [Medline].
- Bartley, G. B.; Bullock, J. D.; Olsen, T. G.; Lutz, P. D. (октобар 1987). „An experimental study to compare methods of eyelash ablation”. Ophthalmology. 94 (10): 1286—9. PMID 3684207. doi:10.1016/S0161-6420(87)80013-1.
- Bartley, G. B.; Lowry, J. C. (јануар 1992). „Argon laser treatment of trichiasis”. Am J Ophthalmol. 113 (1): 71—4. PMID 1728149. doi:10.1016/S0002-9394(14)75756-3.
- Burton, M. J.; Bowman, R. J.; Faal, H.; Aryee, E. A.; Ikumapayi, U. N.; Alexander, N. D.; Adegbola, R. A.; Mabey, D. C.; Foster, A.; Johnson, G. J.; Bailey, R. L. (март 2006). „The long-term natural history of trachomatous trichiasis in the Gambia”. Invest Ophthalmol Vis Sci. 47 (3): 847—52. PMID 16505016. doi:10.1167/iovs.05-0714.
- Dhaliwal, U.; Nagpal, G.; Bhatia, M. S. (фебруар 2006). „Health-related quality of life in patients with trachomatous trichiasis or entropion”. Ophthalmic Epidemiol. 13 (1): 59—66. PMID 16510348. doi:10.1080/09286580500473803.
- Durkin, S. R.; Casson, R.; Newland, H. S.; Selva, D. (2006 May-Jun). „Prevalence of trachoma and diabetes-related eye disease among a cohort of adult Aboriginal patients screened over the period 1999-2004 in remote South Australia”. Clin Experiment Ophthalmol. 34 (4): 329—34. PMID 16764652. doi:10.1111/j.1442-9071.2006.01215.x. Проверите вредност парамет(а)ра за датум: |date= (помоћ)
- Edwards, T.; Cumberland, P.; Hailu, G.; Todd, J. (април 2006). „Impact of health education on active trachoma in hyperendemic rural communities in Ethiopia”. Ophthalmology. 113 (4): 548—55. PMID 16581416. doi:10.1016/j.ophtha.2006.01.008.
- El Toukhy, E.; Lewallen, S.; Courtright, P. (2006 Mar-Apr). „Routine bilamellar tarsal rotation surgery for trachomatous trichiasis: Short-term outcome and factors associated with surgical failure”. Ophthal Plast Reconstr Surg. 22 (2): 109—12. PMID 16550054. doi:10.1097/01.iop.0000203494.49446.60. Проверите вредност парамет(а)ра за датум: |date= (помоћ)
- Elder, M. J.; Collin, R. (1996). „Anterior lamellar repositioning and grey line split for upper lid entropion in ocular cicatricial pemphigoid”. Eye (London, England). 10 ( Pt 4) (4): 439—442. PMID 8944093. doi:10.1038/eye.1996.96. Eye. 1996. 10 (Pt 4):439-42.
- Johnson, R. L.; Collin, J. R. (април 1985). „Treatment of trichiasis with a lid cryoprobe”. Br J Ophthalmol. 69 (4): 267—70. PMC 1040580 . PMID 3994943. doi:10.1136/bjo.69.4.267.
- Jordan, D. R.; Zafar, A.; Brownstein, S.; Faraji, H. (2006 Jan-Feb). „Cicatricial conjunctival inflammation with trichiasis as the presenting feature of Wegener granulomatosis”. Ophthal Plast Reconstr Surg. 22 (1): 69—71. PMID 16418677. doi:10.1097/01.iop.0000196321.02011.c5. Проверите вредност парамет(а)ра за датум: |date= (помоћ)
- Kersten, R. C.; Kleiner, F. P.; Kulwin, D. R. (мај 1992). „Tarsotomy for the treatment of cicatricial entropion with trichiasis”. Arch Ophthalmol. 110 (5): 714—7. PMID 1580853. doi:10.1001/archopht.1992.01080170136042.. [Medline].
- Kuckelkorn, Ralf; Schrage, Norbert; Becker, Jutta; Reim, Martin (фебруар 1997). „Tarsoconjunctival Advancement: A Modified Surgical Technique to Correct Cicatricial Entropion and Metaplasia of the Marginal Tarsus”. Ophthalmic Surg Lasers. 28 (2): 156—61. PMID 9054490. doi:10.3928/1542-8877-19970201-14.
- Nagpal, G.; Dhaliwal, U.; Bhatia, M. S. (фебруар 2006). „Barriers to acceptance of intervention among patients with trachomatous trichiasis or entropion presenting to a teaching hospital”. Ophthalmic Epidemiol. 13 (1): 53—8. PMID 16510347. doi:10.1080/09286580500428518.
- Polack, S.; Brooker, S.; Kuper, H.; Mariotti, S.; Mabey, D.; Foster, A. (децембар 2005). „Mapping the global distribution of trachoma”. Bull World Health Organ. 83 (12): 913—9. PMC 2626493 . PMID 16462983.
- Rhatigan MC, Ashworth JL, Goodall K, Leatherbarrow B. Correction of blepharoconjunctivitis-related upper eyelid entropion using the anterior lamellar reposition technique. Eye. 1997. 11 (Pt 1):118-20.
- Shiu, M.; McNab, A. A. (децембар 2005). „Cicatricial entropion and trichiasis in an urban Australian population”. Clin Experiment Ophthalmol. 33 (6): 582—5. PMID 16402949. doi:10.1111/j.1442-9071.2005.01099.x.. [Medline].
- Tirakunwichcha S, Tinnangwattana U, Hiranwiwatkul P, Rohitopakarn S (јануар 2006). „Folliculectomy: management in segmental trichiasis and distichiasis”. J Med Assoc Thai. 89 (1): 90—3. PMID 16583587.
- West, E. S.; Alemayehu, W.; Munoz, B.; Melese, M.; Imeru, A.; West, S. K. (август 2005). „Surgery for Trichiasis, Antibiotics to prevent Recurrence (STAR) Clinical Trial methodology”. Ophthalmic Epidemiol. 12 (4): 279—86. PMID 16033749. doi:10.1080/09286580591005769.
- West, S.; Alemayehu, W.; Munoz, B.; Gower, E. W. (2007 Sep-Oct). „Azithromycin prevents recurrence of severe trichiasis following trichiasis surgery: STAR trial”. Ophthalmic Epidemiol. 14 (5): 273—7. PMID 17994436. doi:10.1080/09286580701410323. Проверите вредност парамет(а)ра за датум: |date= (помоћ)
- West, S. K.; West, E. S.; Alemayehu, W.; Melese, M.; Munoz, B.; Imeru, A.; Worku, A.; Gaydos, C.; Meinert, C. L.; Quinn, T. (март 2006). „Single-dose azithromycin prevents trichiasis recurrence following surgery: Randomized trial in Ethiopia”. Arch Ophthalmol. 124 (3): 309—14. PMID 16534049. doi:10.1001/archopht.124.3.309.
- Wojono TH. Lid splitting with lash resection for cicatricial entropion. Ophthalmic Plast Reconst Surg. 1992. 8:287-289.
- Wood, J. R.; Anderson, R. L. (март 1981). „Complications of cryosurgery”. Arch Ophthalmol. 99 (3): 460—3. PMID 7213166. doi:10.1001/archopht.1981.03930010462014.
- Yeung, Y. M.; Hon, C. Y.; Ho, C. K. (јануар 1997). „A simple surgical treatment for upper lid trichiasis”. Ophthalmic Surg Lasers. 28 (1): 74—6. PMID 9031312. doi:10.3928/1542-8877-19970101-17.
- Zhang, H.; Kandel, R. P.; Atakari, H. K.; Dean, D. (август 2006). „Impact of oral azithromycin on recurrence of trachomatous trichiasis in Nepal over 1 year”. Br J Ophthalmol. 90 (8): 943—8. PMC 1857215 . PMID 16687452. doi:10.1136/bjo.2006.093104.
- Cruz AAV, Garcez C, Duarte A, Akaishi PMS (2018). „Interlamellar Autogenous Tarsal Graft for the Correction of Lower Eyelid Trichiasis Associated With Eyelid Margin Thinning”. Ophthalmic Plastic and Reconstructive Surgery. 34 (6): 522—524. PMID 29373406. doi:10.1097/IOP.0000000000001073. Ophthalmic Plast Reconstr Surg. 2018 Jan 25.
- Ferraz, L. C.; Meneghim, R. L.; Galindo-Ferreiro, A.; Wanzeler, A. C.; Saruwatari, M. M.; Satto, L. H.; Padovani, C. R.; Schellini, S. A. (фебруар 2018). „Outcomes of two surgical techniques for major trichiasis treatment”. Orbit. 37 (1): 36—40. PMID 28853982. doi:10.1080/01676830.2017.1353108.

## Spoljašnje veze
- Trihijaza (језик: хрватски)

|  | Molimo Vas, obratite pažnju na važno upozorenje u vezi sa temama iz oblasti medicine (zdravlja). |